# エドムント・ルンプラー
エドムント・ルンプラー（Edmund Rumpler、1872年1月4日 - 1940年9月7日）はオーストリア＝ハンガリー帝国出身の航空機と自動車の技術者。

## 来歴
1872年1月4日にオーストリア＝ハンガリー帝国ウィーンで生まれた。ハンス・レドヴィンカと共にタトラの前身であるネッセルドルフ車両製造工業会社で自動車を開発した。1902年からはアドラーで技術部門の責任者に就任してスイングアクスル式サスペンションによる独立懸架を考案した。ライト兄弟の動力飛行の成功に触発されて1910年にタウベを製造した。第一次世界大戦後には"OA104"という流線型のリアエンジン・リアドライブのTropfenwagenを製造した。この車両は空気抵抗係数が現在の基準でも遜色ないわずか0.28だった。

## ギャラリー

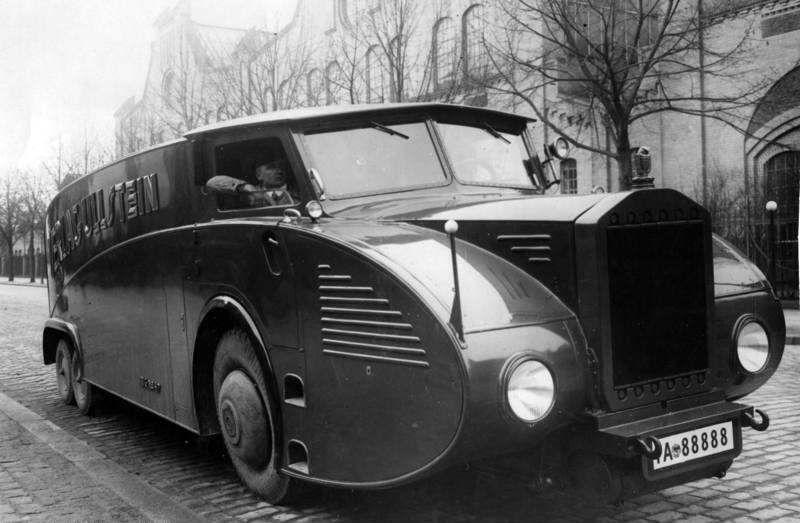
Rumpler Lkw
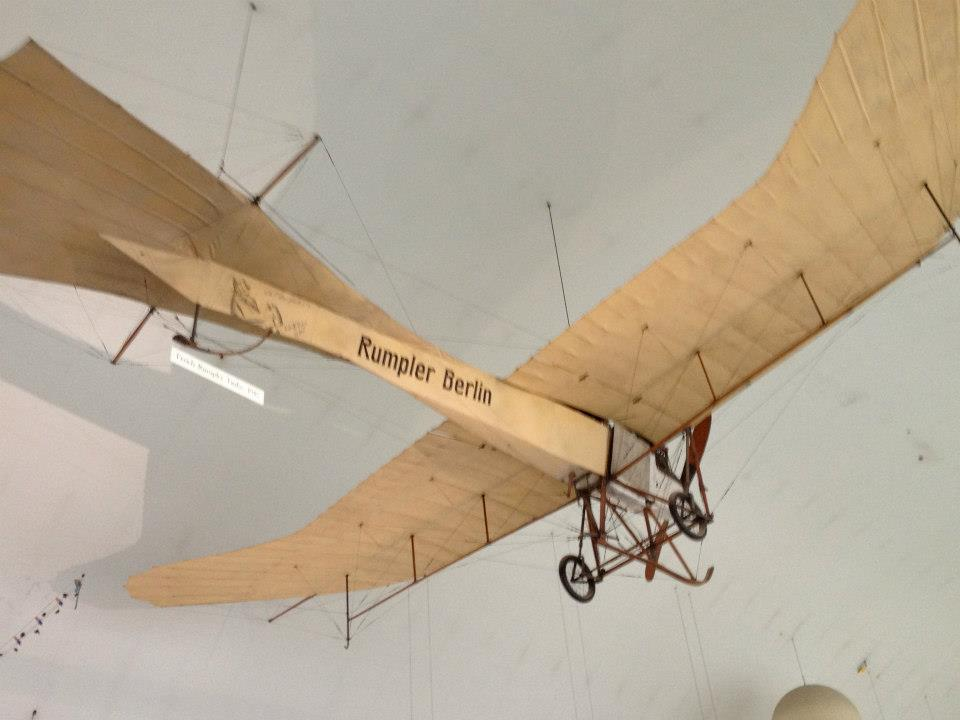
タウベ
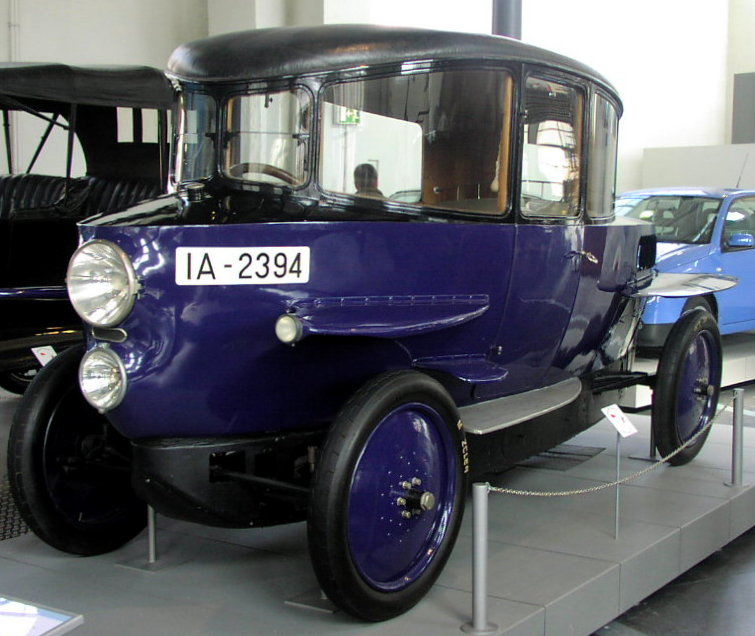
Tropfenwagen